# トウゲブキ
トウゲブキ（峠蕗、学名：Ligularia hodgsonii ）はキク科メタカラコウ属の多年草。別名、エゾタカラコウ（蝦夷宝香）、オニタカラコウ（鬼宝香）。

## 特徴
茎の高さは30-80cmになる。根出葉は長さ30cmになる長い葉柄があり、葉身は腎形で、長さ4.5-13cm、幅は7.5-27cmになる。先端はまるく、基部は心形で、縁には不ぞろいの鈍い鋸歯がある。茎につく葉は互生し、葉柄の基部は広い鞘となって茎を抱く。
花期は7-8月。茎の上部に散房状に5-9個の頭花をつける。頭花は黄色で、径4-5 cmになり、頭花柄の長さは1-8cm、花序にくも毛がある。総苞は長さ11-12mmの鐘形で、総苞の基部に2個の小苞があり、頭花柄の基部に幅の広い苞葉がある。舌状花は7-12個、筒状花の花冠は長さ27mm、幅5-8mmになる。果実は長さ6-7mmの痩果で、冠毛は帯赤褐色で、長さ1cmになる。

## 分布と生育環境
日本では、北海道、本州の福島県・山形県以北に分布し、山地帯から亜高山帯の開けた草地に生育する。世界では、千島、樺太に分布する。

## 下位分類
- カラフトトウゲブキ Ligularia hodgsonii Hook.f. var. sachalinensis Koidz.

## ギャラリー
- 総苞と頭花柄の基部に苞葉がある。
- 根出葉